# Флаг сельского поселения Осташёвское (Московская область)
Флаг муниципального образования сельское поселение Осташёвское Волоколамского муниципального района Московской области Российской Федерации — опознавательно-правовой знак, служащий официальным символом муниципального образования.
Флаг утверждён 21 марта 2007 года решением Совета депутатов сельского поселения Осташёвское № 68/16 и 10 апреля 2007 года внесён в Государственный геральдический регистр Российской Федерации с присвоением регистрационного номера 3138.
30 августа 2011 года, в соответствии с законодательством Российской Федерации и законодательством Московской области, регулирующим правоотношения в сфере геральдики, руководствуясь «Уставом» сельского поселения Осташёвское, а также учитывая рекомендации Геральдической комиссии Московской области, решением Совета депутатов сельского поселения Осташёвское № 140/19, было утверждено «Положение» о флаге сельского поселения Осташёвское в новой редакции. Данным решением изменений в описание и рисунок флага внесено не было.

## Описание
«Флаг сельского поселения Осташёвское представляет собой прямоугольное полотнище с соотношением ширины к длине 2:3, разделённое волнистыми линиями на восемь секторов — четыре белых и четыре голубых (образующих крест); посредине — чёрное с жёлтыми и серыми деталями изображение орла с зелёным лавровым венком в клюве; над орлом, на фоне верхнего, голубого сектора — жёлтое с оранжевыми деталями изображение львиной головы; вокруг орла, на фоне трёх других голубых секторов — жёлтые с оранжевыми деталями шестилучевые звезды».

## Обоснование символики
Флаг сельского поселения Осташёвское языком символов и аллегорий отражает его историю и природные особенности. Многократное деление полотна символизирует:
— природные особенности сельского поселения. Земли Осташёвского сельского поселения расположены на берегах Рузского водохранилища, питаемого реками Волошня, Щетинка, Руза. Во время разливов вода, заполняя все низменные места, оставляет сухими лишь длинные узкие «языки-ляды» земли. Это на флаге представлено в виде чередующихся лазоревых (вода) и серебряных (суша) клиньев;
— неоднократную и частую смену владельцев здешних мест.
Село Осташёво известно с 1477 года как владение Волоцкого князя Бориса Васильевича. За время своей истории Осташёвская земля побывала во владениях многих именитых людей России. Владельцами села в разное время были:
- князь Иван Борисович Рузский;
- казанский царевич Фёдор Мелегдиарович (через жену Евдокию Петровну Ростовскую, племянницу Ивана Борисовича);
- воевода, князь Василий Агишевич Тюменский;
- участник ополчения Дмитрия Пожарского — Фёдор Фёдорович Лихачёв;
- воевода Иван Семёнович Прозоровский;
- князья Голицыны (через брак с Анастасией Петровной Прозоровской, внучкой Ивана Прозоровского);
- графы Салтыковы;
- князь Александр Васильевич Урусов;
- его пасынок Николай Николаевич Муравьёв и сын Николая Николаевича декабрист А. Н. Муравьёв;
- предводитель можайского дворянства Николай Павлович Шипов;
- генерал от инфантерии Артур Адамович Непокойчицкий;
- купец Александр Григорьевич Кузнецов;
- купец Григорий Константинович Ушков;
- с 1903 по 1917 годы — Великий князь Константин Константинович и его наследники.

Все владельцы Осташёво внесли посильный вклад в его развитие и становление. Но некоторые из них достойны отдельного упоминания и потому фигуры из гербов этих владельцев заимствованы для флага сельского поселения.
В 1777 году усадьбу в селе Осташёво купил Александр Васильевич Урусов, проведший затем капитальную её реконструкцию. Шестиконечные звёзды — элементы герба князя Урусова. Символика звёзд неоднозначна. Она символизирует образ божественной идеи, мудрости, путеводности, судьбы, поэтического вдохновения. Три звезды — символ Троицы.
Лазурный крест символизирует Александровскую церковь, построенную и освящённую А. В. Урусовым в 1777 году во имя благоверного князя Александра Невского, престольный праздник, в честь которого отмечается жителями Осташёво ежегодно 12 сентября.
После смерти А. В. Урусова в 1813 году имение перешло к его пасынку Николаю Николаевичу Муравьёву. Храбрый офицер, участник Отечественной войны 1812 года, Н. Н. Муравьёв много времени посвящал воспитанию будущих офицеров Генерального штаба, проводя в Осташёво летние занятия с ними. Муравьёв прекрасно разбирался и в сельском хозяйстве. Он построил в Осташёво образцовый скотный двор и молочное заведение, которое по праву считается первым молочным заводом в России. Орёл на флаге сельского поселения — из герба дворян Муравьёвых. Орёл — символ храбрости, величия и власти, а его распростёртые крылья символизируют стремление вперёд, в будущее. Орёл, держащий в клюве венок, символизирует победу, удачу, успех.
Последний владелец села, Великий князь Константин Константинович (поэт, переводчик, командир Преображенского полка, Президент Российской Академии наук), считал Осташёво любимым местом отдыха своей семьи. Возвышающаяся над орлом голова льва — элемент герба рода Романовых.

## Символика цветов флага
- Белый цвет (серебро) — символ чистоты, ясности, открытости.
- Голубой цвет (лазурь) — символ возвышенных устремлений, преданности, возрождения.
- Чёрный цвет символизирует благоразумие, мудрость, скромность, честность.
- Жёлтый цвет (золото) — символ высшей ценности, величия, великодушия, богатства.
- Зелёный цвет символизирует весну, здоровье, природу, надежду.